# High Heels (film fra 1921)
High Heels er en amerikansk stumfilm fra 1921 af Lee Kohlmar.

## Medvirkende
- Gladys Walton som Christine Trevor
- Frederik Vogeding som Dr. Paul Denton
- William Worthington som Joshua Barton
- Freeman Wood som Cortland Van Ness
- George Hackathorne som Laurie Trevor
- Charles De Briac som Daffy Trevor
- Raymond De Briac som Dilly Trevor
- Milton Markwell som Douglas Barton
- T.D. Crittenden som John Trevor